# Karabinek Grot
Karabinek Grot (również: karabinek MSBS-5,56) – polski karabinek automatyczny, opracowany w ramach programu badawczo-rozwojowego „Modułowy System Broni Strzeleckiej kalibru 5,56 mm (MSBS-5,56)” realizowanego w projekcie Tytan. Grot jest karabinkiem o konstrukcji modułowej, opartej na wspólnej komorze zamkowej zarówno dla układu klasycznego, jak i bezkolbowego (bullpup). Docelowo broń ta ma zastąpić w Wojsku Polskim karabinki AKM i ich pochodne oraz uzupełnić karabinki wz. 96 Beryl.

## Nazwa
Początkowo stosowano jedynie techniczne nazwy broni – Modułowy System Broni Strzeleckiej kalibru 5,56 mm (MSBS-5,56) oraz Karabinek standardowy systemu MSBS-5,56K; obie odnosiły się do cech konstrukcyjnych oraz kalibru używanej amunicji. Autorem technicznej nazwy MSBS był inicjator powstania broni dr hab. inż. Ryszard Woźniak, profesor Wojskowej Akademii Technicznej.
Wiosną 2010 roku jedno z polskich czasopism strzeleckich we współpracy z producentem broni, Fabryką Broni „Łucznik”, rozpisało konkurs na nazwę nowej broni. Zwycięską nazwą został Radon, a autora nagrodzono wycieczką po fabryce producenta. Po decyzji przyjęcia karabinków na wyposażenie Wojska Polskiego opracowano dla nich nową nazwę – Grot na cześć dowódcy Armii Krajowej gen. Stefana Roweckiego.

## Historia

### Geneza
Pomysł opracowania konstrukcji zupełnie nowego, nowoczesnego polskiego karabinka automatycznego, który mógłby zastąpić w przyszłości w Wojsku Polskim rosyjskie konstrukcje bazujące na karabinku automatycznym AK, powstał w Zakładzie Konstrukcji Specjalnych (ZKS) Instytutu Techniki Uzbrojenia (ITU) Wydziału Mechatroniki i Lotnictwa (WML) Wojskowej Akademii Technicznej (WAT). Ich inicjatorem był ówczesny kierownik ZKS ITU WMI WAT ppłk dr inż. Ryszard Woźniak.

### Prace badawcze

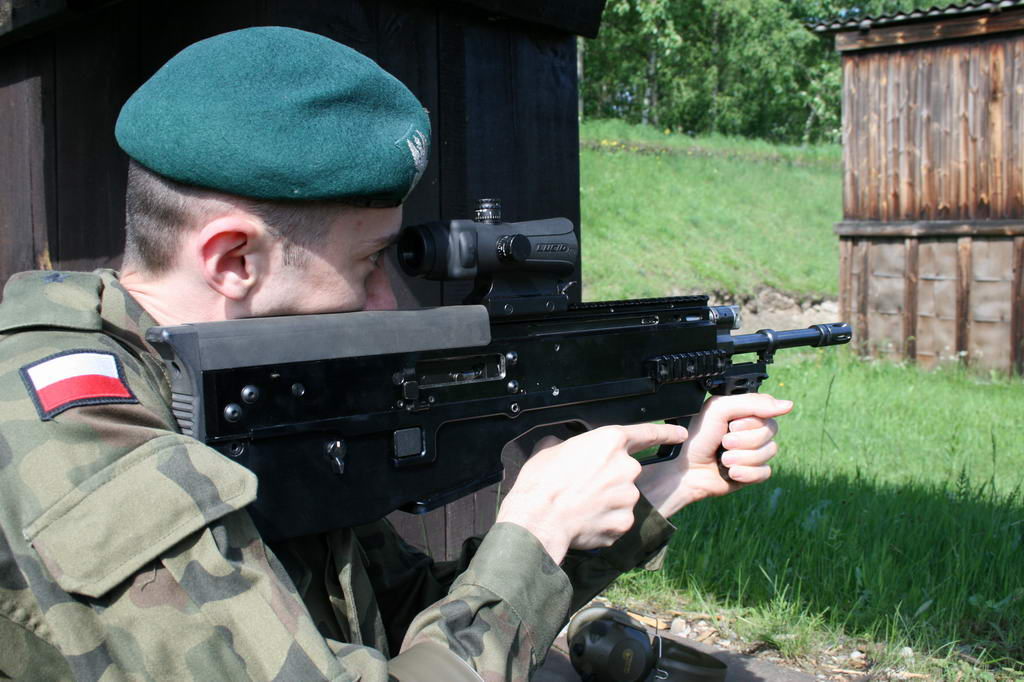
Strzelanie z wariantu bezkolbowego MSBS na II Warsztatach Militarnych WAT

W latach 2003–2006 przeprowadzono pierwsze prace badawcze, na które przyznano grant pt. Analiza i synteza konstrukcyjno-balistyczna oraz badania dynamiczne broni strzeleckiej zbudowanej w układzie bezkolbowym o nr. 0 T00B 029 24. Finansowany był on w latach 2003–2006 przez Ministerstwo Nauki i Informatyzacji i realizowany przez WAT we współpracy z Fabryką Broni „Łucznik”.
Po zakończonych badaniach, 4 grudnia 2007 roku rozpoczęto program budowy (PBR/15-224/2007/WAT). Początkowo miał być realizowany do 3 grudnia 2010. Miały zostać opracowane dwie linie broni – karabinek w układzie klasycznym i bezkolbowym (bullpup). Elementem wspólnym miała być komora zamkowa. Program był rozwijany przez konsorcjum, w którego skład wchodzi Grupa Bumar (Bumar Żołnierz, reprezentowana przez Fabrykę Broni „Łucznik” w Radomiu) oraz Zakład Konstrukcji Specjalnych Instytutu Techniki Uzbrojenia Wydziału Mechatroniki Wojskowej Akademii Technicznej w Warszawie.
15 grudnia 2009 roku pokazano publicznie dwa pierwsze, działające (strzelające) demonstratory technologii. 3 sierpnia 2010 roku zaprezentowano nową koncepcję funkcjonalno-ergonomiczną karabinków MSBS opracowaną przez zespół w składzie Adam Gawron (kierownik), Bartosz Stefaniak, Grzegorz Misiołek i Maciej Sajdak. Rok później nowy kształt zewnętrzny dwóch wersji konstrukcyjnych karabinka zaprezentowano na XVIII Międzynarodowej Konferencji Naukowo-Technicznej Uzbrojenie 2011 w Pułtusku. 14 sierpnia 2012 roku, w przeddzień Święta Wojska Polskiego, zaprezentowano publicznie kolbową wersję karabinka jako „kbk Radon” lub „RAWAT”. 5 marca 2014 roku na internetowym portalu Polska Zbrojna w artykule pt. Nowa fabryka broni otwarta w Radomiu traktującym o otwarciu nowej fabryki broni pojawiła się informacja, że w połowie roku w nowych pomieszczeniach ma ruszyć produkcja modułowego systemu broni strzeleckiej MSBS-5,56, nad którym Fabryka Broni „Łucznik” pracuje wspólnie z Wojskową Akademią Techniczną. Podkreślono, że opracowano 6 wersji karabinka w systemie kolbowym i 5 w bezkolbowym. 21 marca 2014 roku pierwszy raz pokazano wariant bezkolbowy oznaczany przez WAT i FB jako MSBS-5,56B. 21 marca 2014 roku na strzelnicy we wsi Piastów zaprezentowano trzy nowości: zmodyfikowane prototypy karabinków w układzie klasycznym „Radon-K” (rozwijane w ramach projektu B+R i wdrożeniowego MSBS finansowanego przez PHO w latach 2011–2014) i dwa modele karabinków MSBS-5,56B „Radon-B” w układzie bezkolbowym (opracowane w ramach projektu rozwojowego MSBS-5,56, realizowanego przez FB Łucznik i WAT, dofinansowane przez NCBiR ze środków na naukę w latach 2012–2016).

### Przyjęcie na wyposażenie Wojska Polskiego

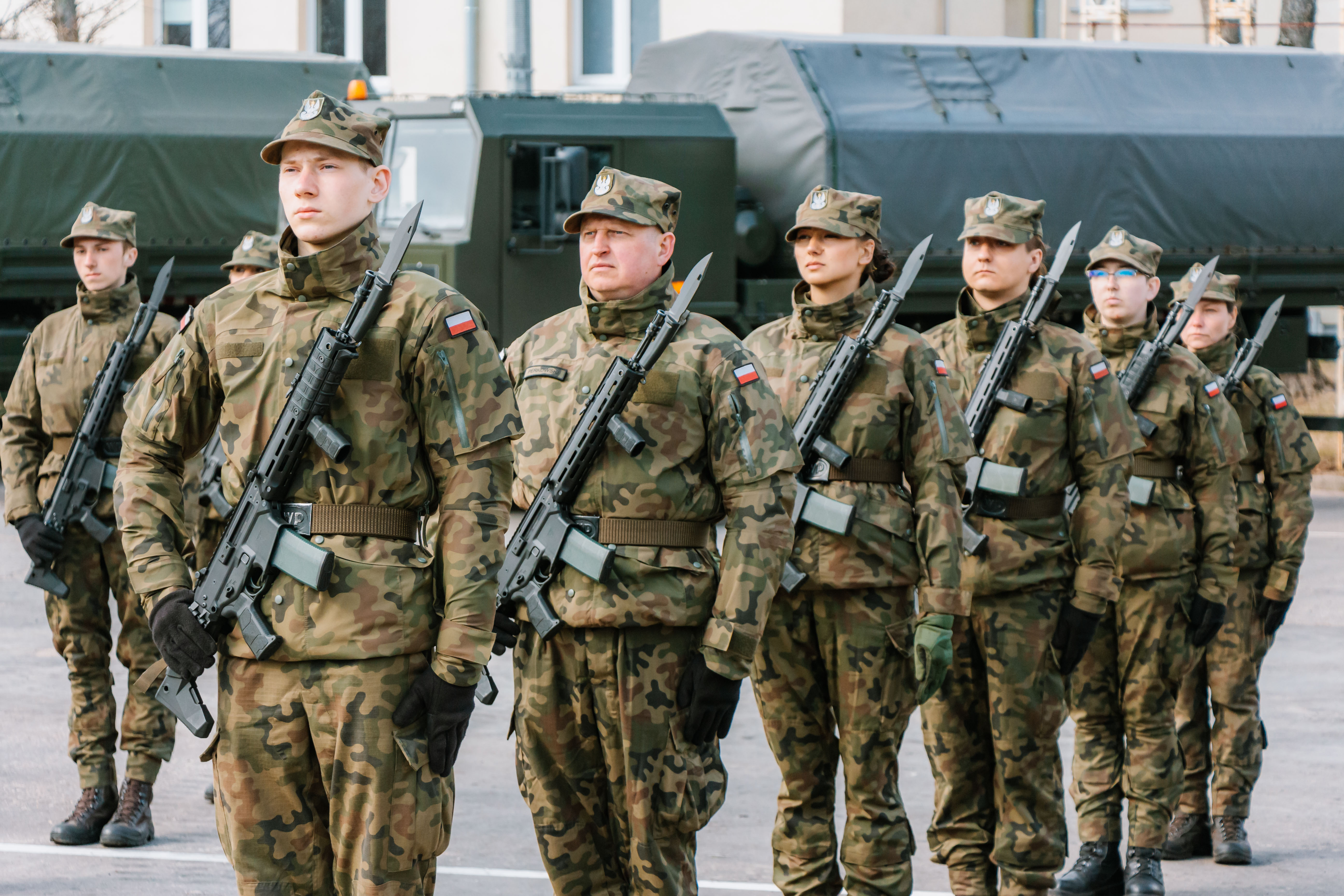
Żołnierze 1 Podlaskiej Brygady Obrony Terytorialnej uzbrojeni w karabinki Grot

1 lipca 2014 roku zaprezentowano wydłużoną wersję karabinka z bagnetem przygotowaną dla Batalionu Reprezentacyjnego Wojska Polskiego. 23 marca 2016 roku została podpisana umowa na dostawę 150 egz. karabinków (w odmianie MSBS-R) dla jednostek reprezentacyjnych. 3 maja 2016 roku podczas uroczystości 225-lecia podpisania Konstytucji Majowej w Warszawie karabinki te zostały po raz pierwszy użyte przez żołnierzy Kompanii Reprezentacyjnej WP.
We wrześniu 2017 roku, pomimo braku zakończonych badań kwalifikacyjnych, na targach zbrojeniowych w Kielcach ówczesny minister obrony Antoni Macierewicz podpisał kontrakt na dostawę 53 tys. sztuk karabinków Grot dla polskiej armii. Sprzęt miał zostać używany zarówno w wojskach specjalnych, jak i w Wojskach Obrony Terytorialnej (WOT). Umowę o wartości 500 mln zł podpisano pomiędzy Jednostką Wojskową Nil a Fabryką Broni „Łucznik” w Radomiu. W 2017 roku pierwsze egzemplarze Grotów weszły na uzbrojenie Wojska Polskiego. Formalną decyzję o wprowadzeniu ich na uzbrojenie wojska podpisał jednak nie szef Sztabu Generalnego WP (który formalnie zatwierdza nowe uzbrojenie), lecz dopiero 17 maja 2018 roku Szef Inspektoratu Wsparcia Sił Zbrojnych. Cena jednostkowa wersji wojskowej nie została podana do wiadomości publicznej.
2 stycznia 2023 Agencja Uzbrojenia zawarła z należącą do Polskiej Grupy Zbrojeniowej, Fabryką Broni „Łucznik” kolejny aneks do umowy ramowej z 8 lipca 2020 roku na dostawę dla Wojska Polskiego ok. 70 000 szt. karabinków za kwotę ponad 826 mln zł brutto.
24 lutego 2023 roku minister obrony narodowej Mariusz Błaszczak zatwierdził kolejne umowy: na dostawę 250 karabinów wyborowych GROT 762N zasilanych amunicją 7,62 × 51 mm NATO (na kwotę ponad 11 mln zł), oraz 88 tys. karabinków (na kwotę ok. 1 mld zł).
Do listopada 2023 roku na potrzeby Wojska Polskiego wyprodukowano 100 tys. karabinków Grot

### Modernizacje
W lutym 2021 roku zapowiedziano wprowadzenie zmodernizowanej wersji karabinków (M2), zmiany obejmują:
- przedłużenie łoża z ochraniaczami przed oparzeniem
- nowy pas z poprawionymi punktami mocowania
- nowy chwyt przedni
- nowy chwyt główny
- poprawioną kolbę
- poprawione mechaniczne przyrządy celownicze
- wzmocnioną rączkę napinania
- nową iglicę (niewymienna z tą z wersji M1)
- nowe suwadło (niewymienne z tym z wersji M1)
- nowy zamek (niewymienny z tym z wersji M1)
- nową komorę zamkową (niewymienną z tą z wersji M1)
- nowe magazynki

W 2022 roku zapowiedziano zmiany planowane w wersji M3:
- ryflowana lufa o długości 14.5” z nakręcanym urządzeniem wylotowym
- nowy zespół popychacza tłoka gazowego z możliwością demontażu poprzez komorę gazową
- regulator gazowy przystosowany do montażu tłumika,
- nowy zatrzask regulatora gazowego
- nowe łoże z większymi otworami w celu lepszego chłodzenia przy strzelaniu ogniem ciągłym
- wzmocnienie mechanicznych przyrządów celowniczych,
- uszczelnienie prowadnicy napinacza zamka zapobiegające dostawaniu się piasku do wnętrza,
- aluminiowa dźwignia zaczepu zamka zapobiegająca samoistnemu spadaniu zamka
- nowe suwadło z wkładką montowaną na kołki zamiast spawanego
- nowa dzielona rączka napinacza
- nowy napinacz z wewnętrzną zapadką
- zmiany układu selektora ognia na 90 stopni co ma zwiększyć bezpieczeństwo użytkowania broni
- zmniejszenie masy do 3.4 kg
- możliwość stosowania magazynków P-MAG 3.
- wysuwana kolba typu AR15 z większym zakresem regulacji.

Wersja M3 (cywilne oznaczenia A3) została zaprezentowana w 2024 roku.

## Ocena konstrukcji

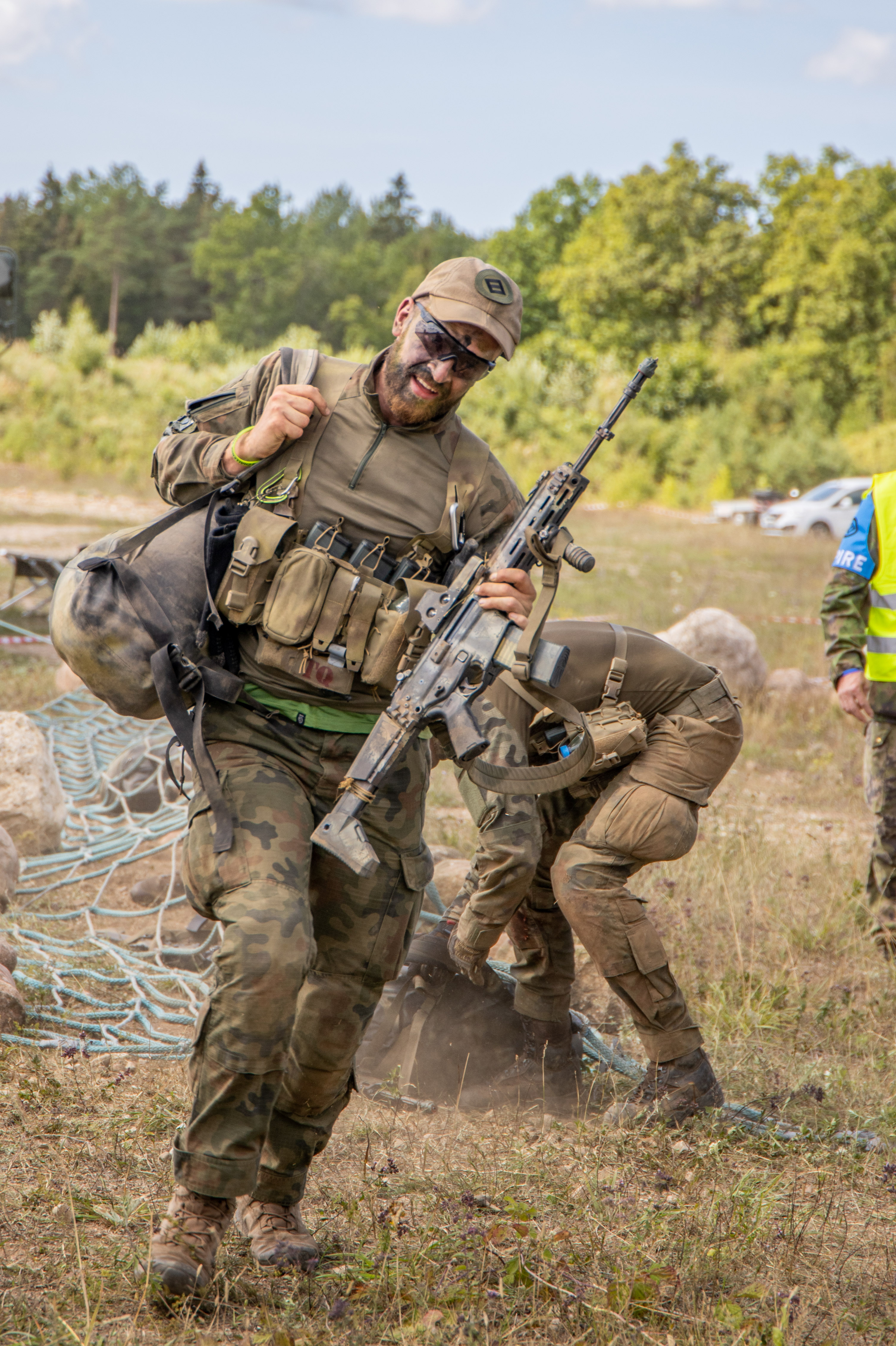
Grot na zawodach strzeleckich w Estonii, 2021

25 stycznia 2021 roku na portalu Onet.pl zamieszczono serię artykułów oraz raport z prywatnych testów wskazujących na szereg wad konstrukcyjnych karabinków Grot oraz kontrowersyjnych okoliczności ich zakupu. Publikacje wywołały kontrowersje w mediach i w środowisku wojskowym, zostały również zdementowane zarówno przez producenta karabinków (Fabrykę Broni „Łucznik”), jak i dowództwo Wojsk Obrony Terytorialnej. 2 i 8 lutego 2021 roku Fabryka Broni „Łucznik” złożyła pozwy przeciwko autorom publikacji i testów oraz właścicielowi portalu Onet.pl (koncernowi Ringier Axel Springer Polska), żądając usunięcia artykułów, przeprosin oraz zadośćuczynienia w wysokości 1 mln zł. 23 czerwca 2025 roku spór został zakończony ugodą, której szczegółów nie upubliczniono.
W 2022 roku podczas rosyjskiej inwazji na Ukrainę, polski rząd przekazał ukraińskim siłom zbrojnym 10 tys. sztuk Grotów w wersji A1 i A2. Według prezesa Fabryki Broni „Łucznik” Wojciecha Arndta, karabinki oceniane są tam pozytywnie jako broń niezawodna, ergonomiczna i wytrzymała. Ponadto sprawdzenie broni w warunkach bojowych, miało przełożyć się na wzmożone zainteresowanie Grotami kontrahentów zagranicznych. Doniesienia medialne wskazują jednak, iż zdania na temat Grotów używanych na wojnie są podzielone, jednak występujące negatywne opinie dotyczą najczęściej egzemplarzy z wczesnych wersji produkcyjnych bądź znacznie wyeksploatowanych.

## Wersje

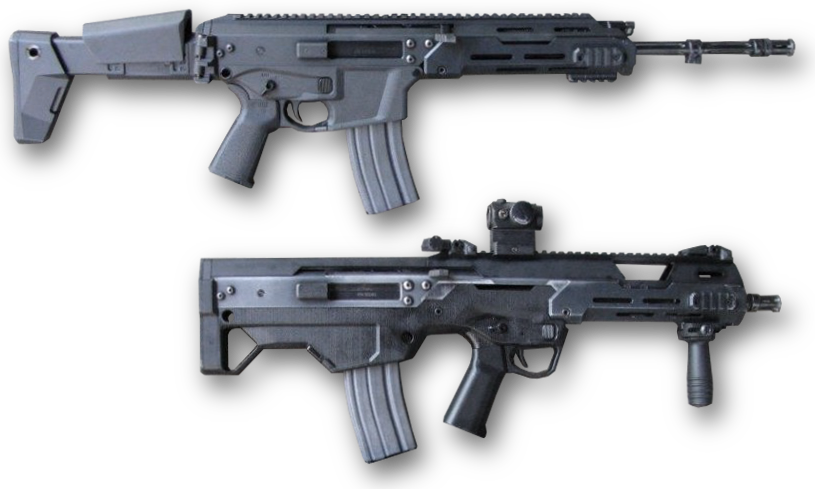
Karabinek Grot w wersjach:
klasycznej (na górze)
bezkolbowej (na dole)

Karabinek rozwijany jest w dwóch wersjach: układzie kolbowym oraz bezkolbowym. W planie jest zbudowanie pięciu następujących odmian broni:
- karabinek podstawowy, lufa o długości 406 mm (16 cali)
- subkarabinek, lufa o długości 254 mm (10 cali) lub 330 mm (13 cali)
- karabinek-granatnik, wyposażony w jednostrzałowy granatnik podwieszany GP[37]
- karabinek wyborowy, lufa o długości 406 mm (16 cali) i 508 mm (20 cali)
- karabinek maszynowy, lufa o długości 508 mm (20 cali)

Ze względów ekonomicznych główną zaletą modułowości broni jest ograniczenie kosztów oraz uproszczenie logistyki. Jest to związane z faktem wykorzystania (w większości) tych samych części i narzędzi w różnych typach broni z tej samej rodziny; potrzebne jest więc mniej części zamiennych, a w skrajnych przypadkach można rozebrać jeden karabin podstawowy w celu naprawienia karabinka wyborowego lub karabinka maszynowego.
Docelowy wariant karabinka MSBS-5,56 testowany był w różnych scenariuszach. Jeden z niezależnych testów potwierdził możliwość wystrzelenia 60 sztuk amunicji jedną serią.

### Wersje cywilne
W ofercie producenta znajdują się również cywilne samopowtarzalne wersje karabinka zasilane amunicją .223 Remington (cywilna wersja naboju 5,56 × 45 mm), różniące się głównie długościami luf (10.5, 14.5 i 16 cala):
- GROT S 10 FB-M1
- GROT S 16 FB-M1
- GROT S 10 FB-M1 A2
- GROT S 14 FB-M1 A2

25 października 2021 wprowadzono do oferty również zestaw do konwersji na amunicję 7,62 × 39 mm
Wersja Grota przeznaczona na rynek cywilny dostępna jest za kwotę 8700 zł (stan na 25 stycznia 2021 roku).

## Opis techniczny

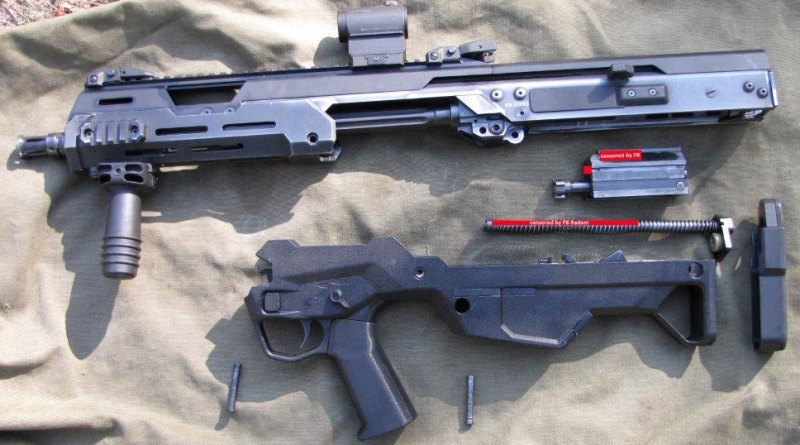
Elementy rozłożonej broni

Karabinek Grot jest indywidualną bronią samoczynno-samopowtarzalną. Zasada działania oparta jest na wykorzystaniu energii gazów prochowych odprowadzanych przez boczny otwór lufy i wykorzystuje krótki ruch tłoka gazowego. Broń wyposażona jest w regulator gazowy umożliwiający regulowanie ilości gazów prochowych, które po odprowadzeniu zasilają jej automatykę. Regulator gazowy typu zamkniętego służy do regulowania ilości gazów prochowych działających na tłok gazowy. Posiada dwa otwory przepływowe o różnej średnicy, które (w zależności od ustawienia regulatora) pozwalają na dopływ większej lub mniejszej ilości gazów. Odpowiada to normalnym i ciężkim warunkom pracy automatyki broni . Ryglowanie przez obrót zamka w prawo za pomocą sześciu występów ryglowych. Mechanizm spustowy uderzeniowy kurkowy, z kurkiem zakrytym, umożliwiający strzelanie ogniem pojedynczym lub ogniem ciągłym.
Zasilanie z dwurzędowych magazynków łukowych o pojemności 30 naboi (możliwość użycia magazynków 10-, 20-, 60- i 100-nabojowych) zgodnych z normą draft STANAG 4179. Konstrukcja broni modułowa; mechanizmem centralnym jest monolityczna komora zamkowa wykonana z duraluminium. Pozostałe moduły to lufa, suwadło z zamkiem, urządzenie powrotne, kolba, łoże z szyną montażową i komora spustowa z tworzywa sztucznego. W klasycznym układzie, na grzbiecie broni długa szyna do montażu akcesoriów zgodna ze standardem STANAG 2324, w karabinku bezkolbowym dodatkowy chwyt transportowy z szyną STANAG 2324 do zamocowania celownika kolimatorowego, celownika optycznego, noktowizyjnego i termowizyjnego. Dwie dodatkowe szyny mogą być dokręcane w przedniej części łoża, aby umożliwić zastosowanie oświetlenia taktycznego i laserowych wskaźników celu. Trzecią szynę można zamocować na wsporniku lufy do mocowania dwójnogów, uchwytów pionowych i składanych oraz innych akcesoriów.
Broń może zostać dostosowana do strzelca praworęcznego lub leworęcznego. Przełącznik rodzaju ognia, zwalniacz zamka i bezpiecznik znajdują się po obu stronach broni. Komora zamkowa ma dwa okna wyrzutowe łusek, po obu stronach broni. Nieużywane okno zasłaniane jest pokrywą, która chroni przed dostawaniem się do środka zanieczyszczeń. Zamek, również przestawny, może wyrzucać łuski na prawą lub lewą stronę. Po wystrzeleniu ostatniego naboju zespół ruchomy zostaje zatrzymany w tylnym położeniu na zaczepie uruchamianym przez donośnik magazynka.

## Użytkownicy

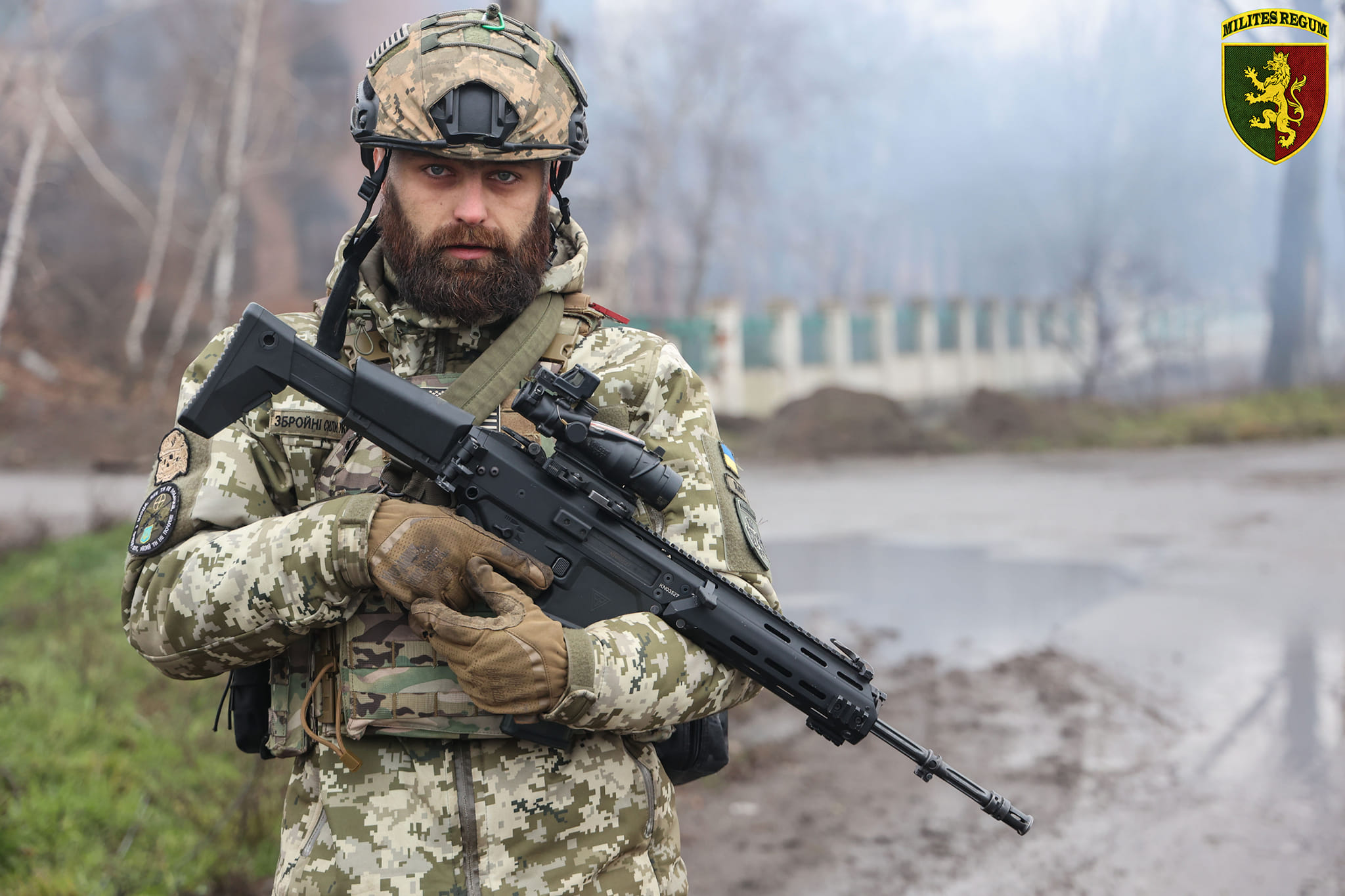
Ukraiński żołnierz z 24 Samodzielnej Brygady Zmechanizowanej z karabinkiem Grot

- Polska – karabinek wprowadzany na wyposażenie Wojska Polskiego od 2017 roku[1]
- Ukraina – ponad 10 tys. karabinków w wersjach A1 i A2 znalazło się na wyposażeniu ukraińskich sił zbrojnych w trakcie inwazji Rosji na Ukrainę[46][33].
- Stany Zjednoczone – nieznana liczba sprzedana dowództwu sił specjalnych (USSOCOM)[33].
- ??? – 19 maja 2022 roku do opinii publicznej podano informacje o zawarciu umowy Polskiej Grupy Zbrojeniowej z bliżej nieokreślonym państwem Afryki Wschodniej na dostawę karabinków Grot z dodatkowym wyposażeniem[47][48].
- Rwanda – 1 września 2022 roku, podpisano umowę na dostawę karabinków Grot do jednego z państw Afryki Środkowo-Wschodniej, jednak dane odbiorcy nie zostały upublicznione. 2 sierpnia 2024 opublikowano zdjęcie żołnierza Sił Operacji Specjalnych Rwandy wyposażonego w karabinek Grot w wersji na nabój 7,62 × 39 mm, co pozwoliło spekulować że kontrahentem jest to właśnie państwo[49][50]. 11 sierpnia 2024 opublikowano zdjęcia z defilady sił zbrojnych Rwandy, gdzie Groty występowały już w większej liczbie, co zdaje się potwierdzać, że zostały one przyjęte na wyposażenie tego państwa[51].

## Odniesienia w kulturze masowej
Broń pojawiła się w grach Call of Duty: Ghosts (w wariancie bezkolbowym, 3-strzałowym), w darmowej grze Warface (w wariancie bezkolbowym, automatycznym, pod nazwą MSBS Radon), oraz w World War 3 (w wariancie klasycznym, oraz bezkolbowym pod nazwą MSBS). Karabinek w wersji bezkolbowej znalazł się w grze Arma 3, pod nazwą Promet, zasilany amunicją 6.5x39mm, w dodatku First Contact na wyposażeniu wojsk Liwońskich Sił Obrony (w wersji klasycznej, wyborowej, ze strzelbą podlufową oraz z granatnikiem podlufowym), liwońskiej Żandarmerii Wojskowej (w wersji ze skróconą lufą) oraz oddziałów Żandarmerii Wyspy Tanoa w dodatku Apex.